# 中国共产党荥经县委员会
中国共产党荥经县委员会（简称中共荥经县委员会、荥经县党委）是中国共产党在四川省荥经县的领导机关。

## 历史
1935年6月，中国工农红军在长征途中来到荥经，并在当年12月成立中共荥经县委员会，首任书记为李正良。1936年，县委随军撤离荥经。
1950年2月9日，荥经全境解放。2月11日，重新成立的中共荥经县委员会展开工作。1956年6月起，县委领导成员开始由党员代表大会选举产生。12月，设常委会。1967年2月8日，县委被夺权。1968年11月，荥经县革命委员会成立，代替县委各项职能。1971年4月底，恢复县委机构。